# نادژدا اسمیرنووا
نادژدا اسمیرنووا (انگلیسی: Nadezhda Smirnova؛ زادهٔ ۲۲ فوریهٔ ۱۹۹۶) بازیکن فوتبال اهل روسیه است.
وی همچنین در تیم‌های ملی فوتبال Russia women's national under-19 football team و زنان روسیه بازی کرده‌است.